# تهيجس آيرتس
تهيجس آيرتس هو دراج بلجيكي، ولد في 3 نوفمبر 1996 في Malle ‏ في بلجيكا.

## وصلات خارجية
- تهيجس آيرتس على موقع الاتحاد الدولي للدراجات (الإنجليزية)
- تهيجس آيرتس على موقع أرشيف الدراجات (الإنجليزية)
- تهيجس آيرتس على موقع إحصائيات الدراجات الإحترافية (الإنجليزية)